# Херсонский завод стеклоизделий
Херсонский завод стеклоизделий — промышленное предприятие в Херсоне, прекратившее своё существование.

## История
Стеклотарный завод был построен в соответствии с вторым пятилетним планом развития народного хозяйства СССР и введён в эксплуатацию в 1938 году. Первой продукцией являлись стеклянные банки для Херсонского консервного комбината и других предприятий консервной промышленности.
В ходе боевых действий Великой Отечественной войны завод пострадал, а во время немецкой оккупации города (19 августа 1941 — 13 марта 1943) был полностью разрушен, но в дальнейшем - восстановлен и возобновил работу. В 1947 году завод восстановил довоенный объём производства.
К концу четвёртой пятилетки в 1950 году была введена в эксплуатацию вторая очередь завода.
Основной продукцией завода являлась стеклотара, в стеклодувном цехе выпускались сувениры из цветного стекла (стеклянные фигурки животных и др.).
В целом, в советское время завод входил в перечень ведущих предприятий города, на его балансе находились объекты социальной инфраструктуры (жилой микрорайон для работников завода и др.).
После провозглашения независимости Украины завод перешёл в ведение государственной корпорации "Укрбудматеріали".
В марте 1995 года Верховная Рада Украины внесла завод в перечень предприятий, приватизация которых запрещена в связи с их общегосударственным значением.
В августе 1997 года завод был включён в перечень предприятий, имеющих стратегическое значение для экономики и безопасности Украины.
В январе 2007 года Фонд государственного имущества Украины утвердил решение о продаже Херсонского завода стеклоизделий. В это время производственная мощность завода составляла 140 тонн стеклоизделий в сутки, предприятие изготавливало 20% стеклотары в стране, и помимо внутреннего рынка продукция экспортировалась в Грузию, Казахстан и Россию.
Завод купила ЗАО «Индустриальная стекольная компания», однако в августе 2012 года сделка была признана незаконной и по решению прокуратуры Херсонской области завод был возвращён государству.
В 2017 году прекративший функционирование завод начали разбирать на металлолом и кирпичи. В связи с отсутствием возможности переработать бутылочное стекло, Херсон начал экспорт стеклотары и битого бутылочного стекла как вторсырья на стеклозаводы в другие регионы.